# Bas van der Plas
Bas van der Plas (Amsterdam, 1947) is een Nederlands activist en schrijver.
Van der Plas  was lid van de politieke organisaties Comité van Revolutionaire Marxisten (CRM), Beweging voor Arbeiders Zelfbeheer (BAZ), Beweging voor Socialisties Zelfbeheer (BSZ), Platform van Revolutionaire Socialisten en Feministen, Pacifistisch Socialistische Partij (PSP) en de Partij voor Socialisme en Ontwapening (PSO). Ook was hij actief in de antikernenergiebeweging (AKB), vredesbeweging, internationale solidariteitsbeweging, en in de kraakbeweging. Van der Plas woonde en werkte in Sint Petersburg (Russische Federatie), na zijn pensionering in Narva (Estland), is coördinator van INSUDOK, het informatie- en dokumentatiecentrum over de voormalige Sovjet-Unie en de landen van het Gemenebest van Onafhankelijke Staten (GOS) en was tot zijn pensionering in december 2012 directeur/eigenaar van een servicecentrum, gespecialiseerd in toeristische diensten in Sint-Petersburg en Novgorod. 
Hij was auteur van artikelen over (linkse) politiek in bladen als Socialisties Zelfbeheer, Socialistiese Kritiek, Kleintje Muurkrant, De Zwarte, NN, Konfrontatie, Ravage, Grenzeloos, Bevrijding, Onvoltooid Verleden. Zijn politiek archief berust bij het Internationaal Instituut voor Sociale geschiedenis (IISG) te Amsterdam.